# Torrevieja Club de Fútbol
El Torrevieja Club de Fútbol es un equipo de fútbol de España, de la ciudad de Torrevieja (Alicante). Fue fundado en 1971 y es el club más antiguo de Torrevieja. Es el único club torrevejense que ha llegado a militar en Segunda División B de España, lo hizo durante 5 temporadas llegando a disputar la Copa del Rey y apareciendo en quinielas de fútbol. Actualmente está centrado en la formación de jugadores jóvenes y tiene una estructura completa a nivel de fútbol base.
Han formado parte de la estructura organizativa del club desde su fundación los entrenadores Casimiro Torres y Juan Ignacio Martínez.

## Historia
En el año 1971 se forma el club Torrevieja Club de Fútbol, en esa misma fecha se construye el actual campo de fútbol "Vicente García" con el objetivo de que el club disputara competiciones oficiales. El campo se inauguró un 18 de noviembre de 1971 disputando un encuentro amistoso contra el histórico Hércules C.F.
En ese mismo año el club comienza su andadura en competiciones oficiales en la Segunda Regional valenciana, ascendiendo categorías hasta que en el año 1976 alcanzó la Regional Preferente, y dos años después logró el ascenso a Tercera División. En esa época la categoría sólo disponía de 6 grupos, por lo que el Torrevieja C.F. se enfrentó a equipos tan importantes como el Mallorca, Cartagena, Eldense, Alcoyano, Albacete, etc. Fue en ese mismo año cuando se terminó de construir el campo "Vicente García", ya que en su inauguración sólo se construyó una grada (la de poniente), siendo construidas las otras tres por ciudadanos en su tiempo libre.
Tuvieron que pasar 10 años para que el Torrevieja C.F. lograra el ascenso a Segunda B, esto sucedió el 15 de mayo de 1988, siendo el ascenso toda una fiesta en la localidad. Tanto en tercera división como en 2ªB el Torrevieja C.F. disputó varias veces la Copa del Rey, apareciendo incluso en varias quinielas. En esa categoría se llegó a enfrentar a equipos míticos como el Albacete Balompié, Levante, Real Murcia, Villarreal, etc. El Torrevieja C.F. compitió en esa categoría durante 5 temporada hasta que, debido a la situación económica del club, descendió a Tercera División en el año 1993. En ese mismo año el club fue descendido por la Federación a la categoría de Regional Preferente debido a las deudas que arrastraba tanto con jugadores como con acreedores. Posteriormente siguió descendiendo hasta llegar a la categoría de Segunda Regional. A partir de ese momento el club se ha dedicado en exclusiva a la formación de jugadores siendo el equipo de fútbol base de Torrevieja. Durante todo ese período el club ha conseguido el ascenso a Liga Juvenil Nacional y el ascenso a Primera Regional en su primer equipo.
En el año 2008 asume la presidencia del club D. Joaquín Sala Buades, cargo en el que está hasta diciembre de 2017.En enero de 2018 es elegido presidente del club D. Manuel Antonio Ballester Herrera, quien ha sido médico tanto del Torrevieja Club de Fútbol como del Club Deportivo Torrevieja. Actualmente es médico de la Concejalía de Deportes de Torrevieja.

## Escudo
El escudo del Torrevieja Club de Fútbol representa la esencia de la ciudad de Torrevieja. Nace a la vez que el club en el año 1971, siendo modificado parcialmente con el paso del tiempo. Está formado por los siguientes elementos:
- Balón: En la parte más alta del escudo encontramos un balón, elemento esencial del deporte del fútbol.
- Franjas verticales azules y blancas: La parte izquierda del escudo está formada por franjas blancas y azules que representan los dos elementos más importantes de la ciudad, la sal y el agua.
- Torre semidestruida: Representa a la torre que fue semidestruida por el terremoto de 1829.
- Barco velero: Representa la faceta náutica de nuestra ciudad, así como el medio de transporte utilizado en la época para transportar sal.
- Gaviotas: Pájaros característicos de una ciudad de mar como Torrevieja, suelen acompañar a los barcos pesqueros en sus entradas y salidas a puerto.

## Instalaciones
El Torrevieja Club de Fútbol actualmente utiliza las instalaciones de la Concejalía de Deportes del Excelentísimo Ayuntamiento de Torrevieja que están formadas por los siguientes campos de fútbol:
- Estadio Vicente García: Campo de fútbol 11 de césped natural.
- Campo Nelson Mandela: Campo de fútbol 11 de césped artificial.
- Campo Esteban Rosado: Campo de fútbol 11 o dos de fútbol 8 de césped artificial.
- Campo Gabriel Samper: Campo de fútbol 11 o dos de fútbol 8 de césped artificial.
- Campo Nito: Campo de fútbol 11 o dos de fútbol 8 de césped artificial.

## Equipos y categorías
Los equipos y sus respectivas categorías para la Temporada 2018/2019 del Torrevieja Club de Fútbol son los siguientes:
- Senior

Masculino: Segunda Regional
Femenino: Segunda Regional
- Juvenil

A: Preferente Juvenil
B: Segunda Regional Juvenil
- Cadete

A: Preferente Cadete
B: Primera Regional Cadete
C: Segunda Regional Cadete
- Infantil

A: Preferente Infantil
B: Segunda Regional Infantil
C: Segunda Regional Infantil
- Alevín

A y B: Alevín Provincial Segundo Año
C y D: Alevín Provincial Primer Año
E, F, G y Femenino: Liga Brave
- Benjamín

A y B: Benjamín Provincial Segundo AÑo
C y D: Benjamín Provincial Primer Año
E: Liga Brave
- Prebenjamín 2011

A y B: Liga Brave
- Prebenjamín 2012

A: Liga Brave

## Trofeos Amistosos
- Trofeo Ciudad de Alcoy : (1) 1982

## Uniformidad
Uniforme titular: Camiseta blanca con mangas azules, pantalón azul y calcetas azules.
Uniforme alternativo: Camiseta gris con mangas negras, pantalón negro y calcetas negras.